# Paul Pankoke
Paul Pankoke (* 15. September 1905 in Schieder; † 6. August 1983 in Steinheim) war ein deutscher Politiker (SPD).

## Leben und Beruf
Nach dem Besuch der Volksschule und der Mittelschule war er im Zeitungsgewerbe tätig. Mehrere Semester studierte er an der Hochschule für Politik. Er war Angestellter in der kommunalen Verwaltung und arbeitete in der freien Wirtschaft. Ab 1925 war er politisch tätig.
Er war verheiratet und hatte vier Kinder.

### Abgeordneter
Vom 5. Juli 1950 bis zum 23. Juli 1966 war Pankoke Mitglied des Landtags des Landes Nordrhein-Westfalen. Er wurde jeweils im Wahlkreis 148 Detmold II direkt gewählt.
Dem Kreistag des Kreises Detmold gehörte er vom 17. Oktober 1948 bis zu dessen Auflösung im Rahmen der Gebietsreform am 31. Dezember 1970 an; dem Rat der Stadt Schieder bis 1969.

### Öffentliche Ämter
Vom 26. Juni 1964 bis zum 3. April 1970 war er Landrat des Kreises Detmold. Von 1961 bis 1969 war er Bürgermeister der Stadt Schieder.

## Ehrungen
Am 16. Juni 1972 wurde ihm das Große Bundesverdienstkreuz verliehen.